# 우성초등학교 보룡분교
우성초등학교 보룡분교는 대한민국 충청남도 공주시 우성면 공수원로 108 (용봉리)에 있었던 공립 초등학교이다.

## 학교 연혁
- 1949년 9월 21일 우성국민학교 용봉분교실 설립인가
- 1960년 4월 1일 우성국민학교 용봉분교장 설립인가
- 1966년 3월 4일 보룡국민학교로 승격
- 1996년 3월 1일 보룡초등학교로 명칭변경
- 1999년 3월 1일 죽당분교장 통폐합
- 2006년 3월 1일 우성초등학교 보룡분교로 편입
- 2006년 9월 1일 우성초등학교로 통폐합